# Маракл, Норм
Норм Ма́ракл (англ. Norm Maracle; род. 2 октября 1974, Белвилл, Онтарио) — канадский хоккейный вратарь и тренер.

## Биография
Норм Маракл начал выступать на уровне западной хоккейной лиги (WHL), в составе команды «Саскатун Блейдз». В сезоне 1993/94, благодаря своей надёжной игре, Маракл, как лучший вратарь лиги, завоевал «Дел Уилсон Трофи», а также попал на драфт НХЛ, где был выбран клубом «Детройт Ред Уингз».
С 1994 по 1999 год Норм являлся игроком основного состава «Адирондак Ред Уингз» — фарм клуба «Детройта». В НХЛ вратарь дебютировал в сезоне 1997/1998, проведя 4 матча, два из которых в стартовом составе «Ред Уингз», но так и не сыграл в Плей-офф НХЛ, поэтому не стал, вместе с командой, обладателем главного трофея лиги — Кубка Стэнли, хотя получил чемпионский перстень. . На будущий сезон Мараклу предоставлялось больше игрового времени в основном составе, однако, он всё равно считался игроком подмены.
Перед началом нового сезона, Маракл перебрался в систему новообразованного клуба НХЛ — «Атланта Трэшерз», благодаря Драфту расширения. В составе «Трэшерз» Маракл стабильно отыграл вторую половину сезона, проведя на льду 32 матча. Помимо этого, Норм выступал в составе аффилированного клуба — «Орландо Солар Бэрс» на уровне североамериканской Межнациональной лиги (IHL). Сезон 2000/01 выдался успешным как для вратаря, так и для команды. Маракл завоевал главный трофей лиги Кубок Тёрнера, а также был признан самым ценным вратарём сезона и плей-офф. В сезоне 2001/02, в составе фарм-клуба «Трэшерз» — «Чикаго Вулвз», Маракл завоевал Кубок Колдера, став чемпионом Американской хоккейной лиги (AHL). Сезон 2002/03 Маракл провёл исключительно выступая за «Чикаго Вулвз» и по окончании сезона принял решение покинуть континент и перебраться выступать в Европу. Всего, за свою североамериканскую карьеру, Норм Маракл провёл 68 матчей на уровне НХЛ (включая матчи плей-офф), 67 матчей на уровне Межнациональной хоккейной лиги (IHL) (включая матчи плей-офф), а также 351 матч в Американской хоккейной лиге (AHL) (включая матчи плей-офф).
Перед началом сезона 2003/2004 Маракл подписал контракт с российским клубом «Металлург», из Магнитогорска. Отыграв один сезон в Магнитогорске голкипер перебрался в Омск, где, на протяжении ещё трёх сезонов выступал в составе местного «Авангарда». Вместе с «Ястребами» принимал участие в матчах Кубка европейских чемпионов и Континентального кубка. Всего, на уровне Российской хоккейной лиги, Маракл провёл 173 матча (включая матчи плей-офф).
После России Маракл переехал в Германию, где на протяжении нескольких сезонов выступал за такие команды как: «Изерлон Рустерс», «Кёльнер Хайе» и клуб второго немецкого дивизиона «Старбуллс Розенхайм», в котором завершил свою профессиональную карьеру.

## Достижения
- чемпион североамериканской Межнациональной лиги (IHL), обладатель Кубка Тёрнера
- чемпион Американской хоккейной лиги, обладатель Кубка Колдера
- обладатель кубка Европейских чемпионов — 2005
- серебряный призер сезона 2003/2004 в составе «Металлург» Магнитогорск
- серебряный призер сезона 2005/2006 в составе «Авангард» Омск